# 格林班克望远镜

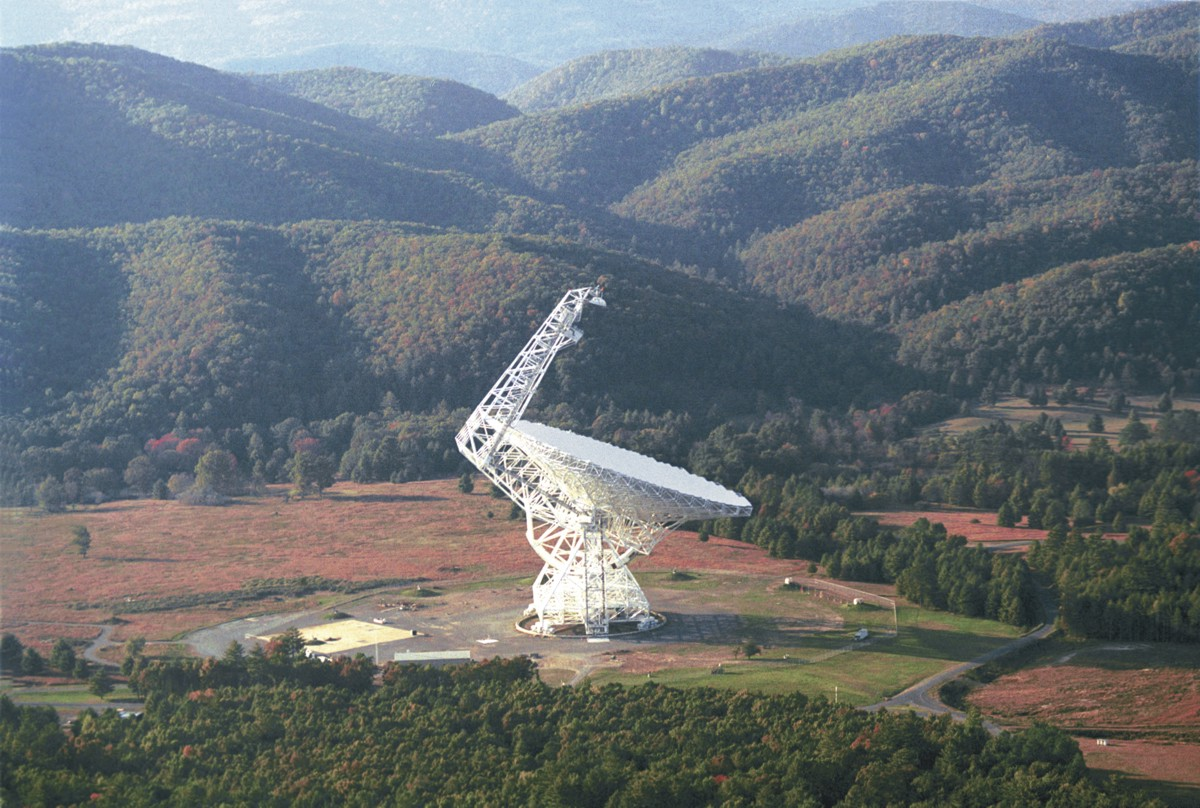
Robert C. Byrd Green Bank 射電望遠鏡 (GBT) 的收集面積為 2.3 acre，可將落在 它連接到側面的吊桿頂部的敏感接收器上。

罗伯特·C·伯德·格林望远镜（英語：Robert C. Byrd Green Bank Telescope），位于美国西维吉尼亚州格林班克，是世界最大的全可动射电望远镜。
直到2016年9月30日之前，格林班克望远镜台站隶属于美国国家射电天文台。从2016年10月1日起，该望远镜由新分离出来的格林班克天文台管理操作。该望远镜纪念已故的参议员罗伯特·C·伯德。他代表西维吉尼亚州通过国会推动该望远镜的资助。
格林班克望远镜的运作频段从毫米波到米波。其100米直径的接受面积，可动的光圈，以及良好的表面精度。提供了在整个操作波段（0.1-116 GHz）的超高灵敏度。格林班克望远镜是完全可动的，可覆盖85%的本地天球半球。每年中大约有6500小时用于天文观测，其中2000-3000小时可用于高频观测。格林班克望远镜的部分科学优势在于其灵活性和使用的简易性，使得其能对新的科学想法作出快速的反应。其的观测安排是动态的，以使得项目需求与可用天气相匹配。格林班克望远镜也已经重新配置了新的试验性的硬件。其高灵敏度的成图能力使得其成为对阿塔卡马大型毫米波/亚毫米波阵列，甚大天线阵，超长基线阵列和其他高角分辨率干涉阵良好的补充。格林班克望远镜的设备也可用于其他的科学研究，比如教育和公众宣传项目以及培训学生和教师。
该望远镜从2001年开始常规科学观测，使得其成为美国国家科学基金会资助的最新的望远镜设备之一。它是在1962年建造的90.44m抛物面望远镜倒塌后建造的。之前的望远镜在1988年11月5日由于箱型梁组件中的角撑板突然丢失而倒塌，而该角撑板是保持望远镜结构完整的关键组件。

## 發現

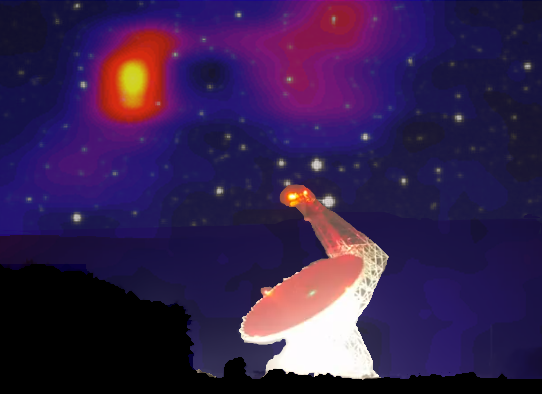
恆星形成區域 W51 的譜線觀測的合成圖像，顯示了該區域中氨的分佈。 夜間觀測延時攝影中望遠鏡的圖像

2002年，天文學家在球狀星團Messier 62中發現了三顆新的毫秒脈衝星。
2006年，宣布了多項發現，包括獵戶座分子雲團中的大型線圈狀磁場， 和23,000光年外的大型氫氣超級氣泡，名為蛇夫座超級氣泡.。
2019年，探測到迄今為止質量最大的中子星PSR J0740+6620。 自2004年以來，格林班克望远镜在星際介質中發現了28種新的複雜分子 。